# Eduardo Brettoni
Eduardo Brettoni (Barberino Val d'Elsa, 4 ottobre 1864 – Reggio Emilia, 13 novembre 1945) è stato un vescovo cattolico italiano.

## Biografia
Eduardo Brettoni nacque a Barberino Val d'Elsa il 4 ottobre 1864; frequentò a Roma l'Almo Collegio Capranica e la Gregoriana, conseguendo la laurea in filosofia, teologia e utroque iure. Venne ordinato sacerdote il 17 dicembre 1887 nella Basilica di San Giovanni in Laterano dal cardinale Lucido Maria Parocchi.
A Firenze fu canonico della Basilica di San Lorenzo; ricoprì inoltre l'incarico di direttore spirituale del seminario e fu professore di teologia morale.
Fu eletto Vescovo di Reggio Emilia, in successione ad Arturo Marchi, il 12 ottobre 1910 da Pio X e consacrato il 13 novembre dello stesso anno.
Nel 1925 affidò la custodia del santuario di Bismantova all'Ordine di San Benedetto di Parma.
Il suo episcopato a Reggio Emilia, lungo trentacinque anni, attraversò le due guerre mondiali. La sua figura risulta una delle più complesse e rilevanti della chiesa reggiana degli ultimi secoli. Il suo impegno nel sostenere l'Azione Cattolica e gli istituti religiosi, unito al coraggio nel difendere il popolo e i suoi preti, lo equiparano all'antica figura del vescovo defensor civitatis.
Indebolito e malato morì il 13 novembre 1945. Gli succedette Beniamino Socche.

## Genealogia episcopale e successione apostolica
La genealogia episcopale è:
- Cardinale Scipione Rebiba
- Cardinale Giulio Antonio Santori
- Cardinale Girolamo Bernerio, O.P.
- Arcivescovo Galeazzo Sanvitale
- Cardinale Ludovico Ludovisi
- Cardinale Luigi Caetani
- Cardinale Ulderico Carpegna
- Cardinale Paluzzo Paluzzi Altieri degli Albertoni
- Papa Benedetto XIII
- Papa Benedetto XIV
- Papa Clemente XIII
- Cardinale Marcantonio Colonna
- Cardinale Giacinto Sigismondo Gerdil, B.
- Cardinale Giulio Maria della Somaglia
- Cardinale Carlo Odescalchi, S.I.
- Cardinale Costantino Patrizi Naro
- Cardinale Lucido Maria Parocchi
- Cardinale Alfonso Maria Mistrangelo, Sch.P.
- Vescovo Eduardo Brettoni

La successione apostolica è:
- Vescovo Emilio Maria Cottafavi (1926)
- Arcivescovo Pietro Tesauri (1933)